# ランゲンハンピストル
ランゲンハン軍用ピストル（ドイツ語: Langenhan-Armee-Pistole）またはランゲンハンピストルは1910年代にドイツ帝国で開発された小型自動拳銃である。

## 概要
ランゲンハンピストル（正式名称：F.L. Selbstlader Cal. 7,65）は、テューリンゲン州ツェラメーリスで銃火器及び自転車の製造を手掛けていたフリードリヒ・ランゲハンが企画し、第一次世界大戦中にドイツ帝国の軍人と警察官によって使用された小型自動拳銃である。
ランゲンハンピストルは民間には販売されず、製造分の殆ど全てがドイツ帝国軍に納入されたが、ルガーP08の普及に伴い退役していった。
1915年から1920年代後半までに50,000丁程度が製造され、現在も比較的まとまった数が現存している。

## 構造
ランゲンハンピストルは外見、構造共にFN ブローニングM1900の模倣であるが、左側面にトリガーバーが露出している点、フレームの肉盛の有無、スライド固定用のネジ数などにいくつかの差異が見られる。
M1900と同様にスライドのリターンスプリングはバレルのほぼ真上にあり、廃薬莢は右側に排出される。ランゲンハンピストルのスライドは、M1900とは異なり1本のネジのみで保持されている為、連続して発砲すると部品の磨耗によるガタつきが発生し、その状態で使用を続けるとスライドとフレームが分離し、射手を負傷させる危険性があった。
グリップパネルは木製と「FL」の文字を配したゴム製の二種類が存在する。

## バリエーション
FL
最初期モデル。
モデルⅠ
2.9インチのバレルを搭載したコンパクトバージョン。
モデルⅡ
使用弾薬を.25ACP弾とし、スライドの固定方法を変更した改良型。
モデルⅢ
2.6インチのバレルを搭載したモデルⅡのコンパクトバージョン。